# 树莺科
树莺科（学名：Cettiidae）是雀形目下的一个科。

## 下属分类
本科包括以下属：
- 擬鶲鶯屬 Abroscopus E.C.S.Baker, 1930
- 树莺属 Cettia Bonaparte, 1834
- 暗色树莺属 Horornis Hodgson, 1845
- 缝叶莺属 Phyllergates Sharpe, 1883
- 地莺属 Tesia Hodgson, 1837
- 宽嘴鹟莺属 Tickellia Blyth, 1861
- 短尾鶯屬 Urosphena Swinhoe, 1877
- 淡脚树莺属 Hemitesia Chapin, 1948

格氏丛莺属（Graueria）及其唯一物种格氏丛莺现归入苇莺科；绿莺属（Hylia）唯一物种绿莺及拟雀莺属（Pholidornis）唯一物种拟雀莺现共同分为单独的绿莺科。